# Plaça de l'Església i plaça Petita (Riudoms)
La Plaça de l'Església i plaça Petita és una plaça de Riudoms (el Baix Camp) protegida com a Bé Cultural d'Interès Local.

## Descripció
Dues places, la petita juxtaposada pel cantó sud a la gran. En conjunt formen un ampli espai obert de 4.100 metres quadrats. La plaça gran, al pla de l'església de Sant Jaume, ha estat reformada amb gran encert artístic i urbanístic. A la plaça petita, que es troba en un nivell inferior, hi ha una font de planta hexagonal decorada amb un figura metàl·lica. Els porxos estan distribuïts en dos trams de deu i sis arcades respectivament.

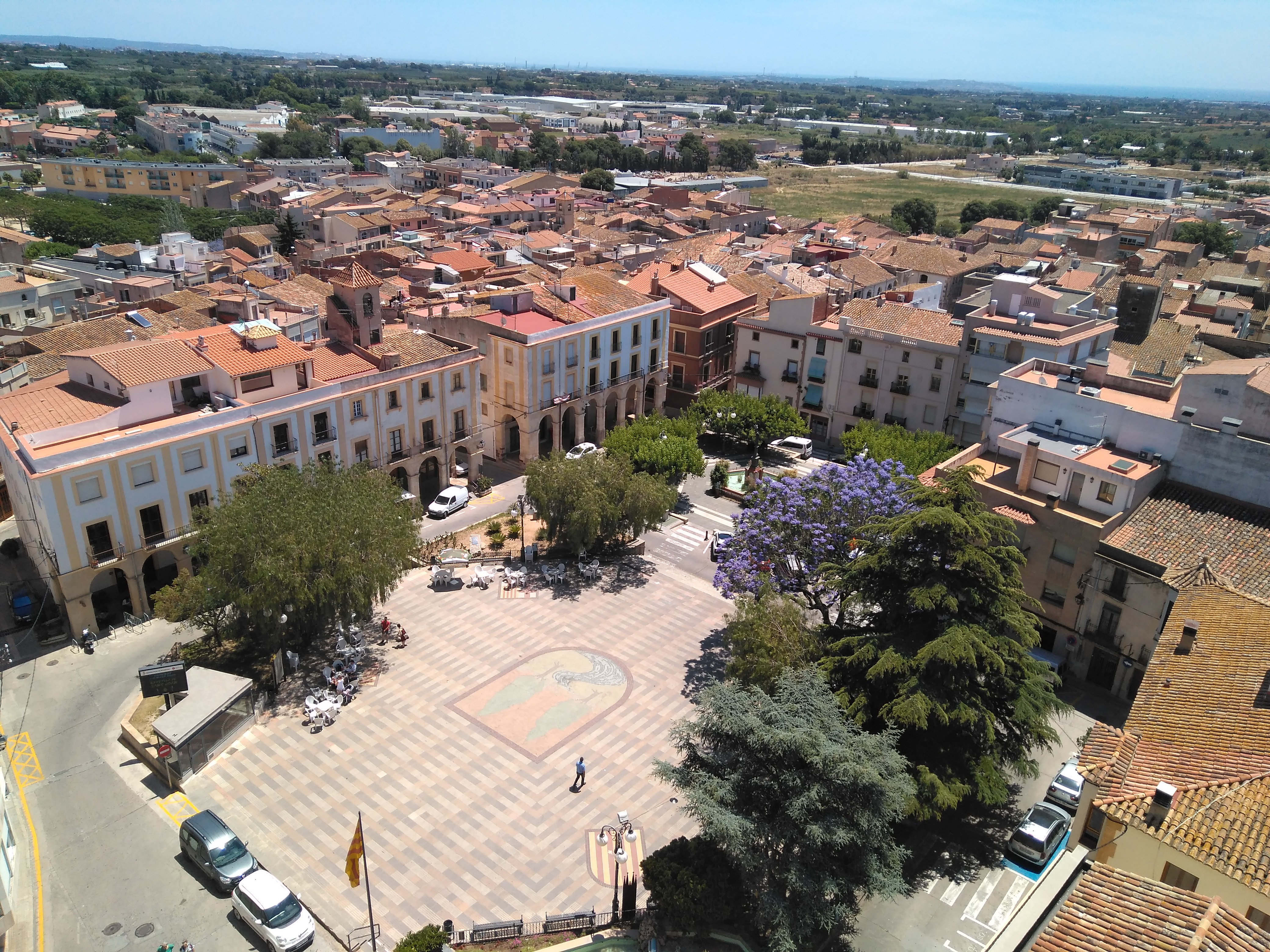
Plaça de l'Església i plaça Petita vista des del campanar